# Jelentős középkori történetírók listája
Az alábbi lista a jelentősebb középkori (nagyrészt európai) történetírókat tartalmazza a VI. század elejétől a 15. század végéig.

## Évszázados bontásban

### VI. század
| Név                                         | Nemzetiség | Műve                                   | Magyar fordítás |
| ------------------------------------------- | ---------- | -------------------------------------- | --- |
| Epiphaniai Eusztathiosz (? – 518 után)      | bizánci    | Khronologikal Epitomé                  | nincs |
| Cassiodorus (487 – 583 körül)               | római      | Krónika, A gótok története             | nincs |
| Iordanes (? – 553 után)                     | gót        | A gótok története, A rómaiak története | - Iordanes: Getica. Közreadja Kiss Magdolna. Budapest, L'Harmattan, 2005. ISBN 963-9457-69-8 - Iordanes: Romana. Közreadja Horváth Szilvia. Kaposvár-Pécs, 2014. ISBN 9789638939456. http://genianet.com/content/Vivarium_Fontium.html |
| Ióannész Malalasz (491 – 578)               | bizánci    | Khronográfia                           | Részlet IN: BIK, 77–87. o. |
| Szent Gildas (500 – 570 körül)              | britanniai | Britannia romlásáról                   | Gildas: Britannia romlásáról (Sajtó alá rendezte és a bevezetést írta: Novák Veronika. Documenta Historica 32.), Szeged : JATEPress, Szeged, 1997                                                                                      |
| Prokopiosz (500 – 565 körül)                | bizánci    | A háborúk könyve, Titkos történet      | Prokopios: Titkos történet. Helikon Kiadó. Budapest, 1984; Részlet IN: BIK |
| Euagriosz Szkholasztikosz (537 – 600 körül) | szír       | Egyháztörténet                         | nincs |
| Tours-i Szent Gergely (538 – 594)           | frank      | Korunk története                       | Tours-i Gergely: Korunk története. A frankok története. Ford.: Adamik Tamás és Mezey Mónika. Kalligram Kiadó, Pozsony, 2010, ISBN 9788081013232, 678 p                                                                                 |
| Iohannes Biclarensis (540 – 621 körül)      | gót        | Krónika                                | Horváth Emőke: Iohannes Biclarensis krónikája (Aetas 23. évf. 2008. 1. szám) |

### VII. század
| Név                               | Nemzetiség | Műve                                   | Magyar fordítás |
| --------------------------------- | ---------- | -------------------------------------- | --- |
| Sevillai Szent Izidor (556 – 636) | hispániai  | A gótok, vandálok és szvévek története | Sevillai Izidor: A gótok, vandálok és szvévek története, Szeged, Hispánia Kiadó 1998. Fordította: Székely Melinda. Új, bővített kiadás: Szeged, JATEPress 2008. |
| nem ismert (7. század)            | frank      | Fredegar-krónika                       | Részlet IN: Sz. Jónás, |
| Antiochiai János (7. század)      | bizánci    | Krónika                                | nincs |

### VIII. század
| Név                                     | Nemzetiség | Műve                                         | Magyar fordítás                                                                |
| --------------------------------------- | ---------- | -------------------------------------------- | ------------------------------------------------------------------------------ |
| Beda Venerabilis (672 – 735)            | angolszász | Angol egyháztörténet                         | Részletek IN: Róma utódai, 37–39. o. + Sz. Jónás,                              |
| Paulus diakónus (725 körül – 799 körül) | longobárd  | A rómaiak története, A langobardok története | A langobardok története. Közreadja Galamb György. Budapest : L'Harmattan, 2012 |
| Geórgiosz Szünkellosz (? – 810 után)    | bizánci    | Kivonat a khronográfiából                    | nincs                                                                          |

### IX. század
| Név                                         | Nemzetiség | Műve                                          | Magyar fordítás |
| ------------------------------------------- | ---------- | --------------------------------------------- | --- |
| Hitvalló Szent Theophanész (758 – 817)      | bizánci    | Krónika                                       | Részlet IN: BIK, 95–115. o. |
| Einhard (775 körül – 840)                   | frank      | Nagy Károly élete                             | Einhard: Nagy Károly császár élete – Einhard műve a Magyar Elektronikus Könyvtárban                                                                      |
| Nithard (795 körül – 843)                   | francia    | Jámbor Lajos fiainak széthúzásáról            | Részletek IN: Róma utódai, 152–156, 159–162. o. |
| Anastasius Bibliotecarius (800 körül – 879) | itáliai    | Liber Pontificalis (Pápai évkönyvek, részben) | Részlet IN: Sz. Jónás, |
| Hinkmar (806? – 882)                        | frank      | A Szent Bertin kolostor évkönyvei             | Részletek IN: Kristó, 183-185. old |
| nem ismert (9. század)                      | angolszász | Angolszász krónika                            | Részlet IN: Sz. Jónás, + Rimaszombati Károly (szerk.): Vikingek az Angolszász Krónikában (Documenta Historica 31.), Szeged, JATE Történész Diákkör, 1998 |
| Regino (842 körül – 915)                    | német      | Krónika                                       | Részlet IN: Róma utódai, 68–69. o. + Kristó, 194–201. o.                                                                                                 |

### X. század
| Név                                      | Nemzetiség | Műve                                                                                | Magyar fordítás |
| ---------------------------------------- | ---------- | ----------------------------------------------------------------------------------- | --- |
| Flodoard (893 – 966)                     | francia    | Évkönyvek                                                                           | Részlet IN: Kristó, 207–209. o. |
| Szümeón Metaphrasztész (900 körül – 987) | bizánci    | Krónika                                                                             | nincs |
| Bíborbanszületett Konstantin (905 – 959) | bizánci    | A birodalom kormányzásáról                                                          | Bíborbanszületett Konstantin: A birodalom kormányzásáról. Ford.: Moravcsik Gyula. Lectum Kiadó. Szeged, 2003. ISBN 9638625821                                                                              |
| Liudprand (922 – 972)                    | longobárd  | Antapodosis, Nagy Ottó császár viselt dolgai, A konstantinápolyi követség története | Liutprand: A konstantinápolyi követség története, Budapest, 1908.; Részlet IN: Kristó, 211-217; Részlet IN: Kristó 2, 13-21. old                                                                           |
| Corvey-i Widukind (925 körül – 973)      | német      | A szász történet három könyve                                                       | Widukindus Corbeius: A szász történet három könyve. Ford. Magyar László András, szerk., az előszót és a jegyzeteket írta Lőkös Péter. Budapest, Eötvös József kiadó, 2009. Részlet IN: Kristó, 219-228. o. |
| Richer (10. század)                      | francia    | Történelem                                                                          | Részlet IN: Róma utódai, 87–90, 172–179. o. |

### XI. század
| Név                                           | Nemzetiség | Műve                             | Magyar fordítás                                            |
| --------------------------------------------- | ---------- | -------------------------------- | ---------------------------------------------------------- |
| Merseburgi Thietmar (975 – 1018)              | német      | Krónika                          | Részlet IN: Kristó 185-188, Részlet IN: Kristó 2: 107-115. |
| Raoul Glaber (985 – 1046)                     | normann    | Krónika                          | Részlet IN: Sz. Jónás, + Krónikások II.                    |
| Guillaume de Jumièges (1000 körül – 1070)     | francia    | A normann hercegek viselt dolgai | Részlet IN: Sz. Jónás, + Krónikások II., 75–76. o.         |
| Hermannus Contractus (1013 – 1054)            | német      | Világkrónika                     | nincs                                                      |
| Mikhaél Pszellosz (1017 – 1078)               | bizánci    | Khronographia                    | Részlet IN: BIK, 149–153. o.                               |
| Brémai Ádám (? – 1081)                        | német      | Hamburgi egyháztörténet          | Részlet IN: Kristó, 257–259. o.                            |
| Geórgiosz Kedrénosz (11. század)              | bizánci    | Történeti áttekintés             | Részlet IN: BIK, 159–161. o.                               |
| Marianus Scotus (1028 – 1082/1083)            | ír         | Chronicon                        | nincs                                                      |
| Sigebert de Gembloux (1030 körül – 1112)      | francia    | Chronographia                    | Részlet IN: Krónikások, II. 37-41                          |
| Ióannész Szkülitzész (1040 körül – 1101 után) | bizánci    | Krónika                          | Részlet IN: Kristó, 151–155. o. + BIK, 744–747. o.         |
| Prágai Kozmasz (1045 körül – 1125)            | cseh       | Cseh krónika                     | Részlet IN: Kristó, 261–263. o.                            |

### XII. század
| Név                                            | Nemzetiség         | Műve                                                    | Magyar fordítás |
| ---------------------------------------------- | ------------------ | ------------------------------------------------------- | --- |
| Nogent-i Guibert (1055 körül – 1124)           | francia            | Isten tettei a frankok által                            | Részlet IN: Makk, 215–217. o. |
| Nyesztor (1056 körül – 1114)                   | orosz              | Régmúlt idők elbeszélése                                | Régmúlt idők elbeszélése – A Kijevi Rusz első krónikája, Balassi Kiadó, 2015, ISBN 9789635069705, 400 p + Archiválva 2016. március 5-i dátummal a Wayback Machine-ben |
| Foucher de Chartres (1059 körül – 1127 körül)  | francia            | Gesta Francorum Jherusalem Peregrinantium               | Részlet IN: Mezey László (szerk.): Krónikások - krónikák I-II. Gondolat Kiadó, 1960. |
| Gallus Anonymus (1065 körül – 1116 körül)      | lengyel            | A lengyel fejedelmek és hercegek tetteinek krónikája    | Gall Névtelenː A lengyel fejedelmek avagy hercegek krónikája és tettei, Budapest, Argumentum Kiadó, 2008. ISBN 9789634464655 |
| Ióannész Zónarasz (1074 körül – 1159 körül)    | bizánci            | A történelem összefoglalása                             | Részlet IN: BIK, 185–187. o. |
| Orderic Vitalis (1075 – 1142)                  | angol              | Egyháztörténet, A normann hercegek viselt dolgai        | Részlet IN: Kulcsár, 87–90. o., Krónikások, II. 112-126 |
| Aacheni Albert (1080 előtt? – 1119 után)       | német vagy francia | Historia Hierosolymitanae expeditionis                  | Részlet IN: Makk, 295–314. o. |
| Honoré d’Autun (1080 körül – 1154)             | francia            | Világkrónika                                            | nincs |
| Anna Komnéné (1083 – 1153)                     | bizánci            | Alexiasz                                                | Komnena Anna: Alexiasz. Szeged: Lectum kiadó. 2002. ISBN 9638625813 |
| Malmesburyi Vilmos (1096 körül – 1143)         | angol              | Öt könyv az angol királyok tetteiről                    | Részlet IN: Kulcsár, 173-174. |
| Annalista Saxo (12. század)                    | német              | A magdeburgi érsekek viselt dolgai                      | nincs |
| Geoffrey of Monmouth (1100 körül – 1155 körül) | angol              | Britannia királyainak története                         | Arthur király krónikája. Attraktor Kiadó, Máriabesnyő, 2011. |
| Petrus Comestor (1100 körül – 1178)            | francia            | Tudós történelem                                        | nincs |
| Freisingi Ottó (1114 – 1158)                   | német              | Dolgok változandóságáról, Frigyes császár viselt dolgai | - Freisingi Ottó Krónikája / ford. Gombos F. Albin, Irsik József és Vajda György ; bev. és jegyzetekkel ellátta Gombos F. Albin Budapest : Athenaeum, 1912. Online: Freisingi Ottó krónikája " - I. Frigyes császár tettei. Középkori Krónikások XV-XVI. kötet. Budapest, Atheneum Irodalmi és Nyomdai Részvénytársulat Kiadása, 1913. Online: itt |
| Helmold (1120 körül – 1177)                    | német              | A szlávok krónikája                                     | Részlet IN: Sz. Jónás, |
| Ragewin (Rahewin) (? – 1177)                   | német              | Frigyes császár viselt dolgai                           | Részlet IN: Krónikások, II. 49-51 |
| Türoszi Vilmos (1130 körül – 1186)             | francia            | A tengerentúl(i részeken) viselt dolgok története       | Részlet IN: Sz. Jónás, |
| Kónsztantinosz Manasszész (1130 körül – 1187)  | bizánci            | Krónika összegzés                                       | Részlet IN: Kristó, 163–165. o. |
| Anonymus (műk. 1200 körül)                     | magyar             | Gesta Hungarorum                                        | Anonymus gestája a Magyar Elektronikus Könyvtárból |
| János szerzetes (12. század)                   | angol              | Chronicon ex chronicis                                  | nincs |

### XIII. század
| Név                                           | Nemzetiség | Műve                                                            | Magyar fordítás                                                                                 |
| --------------------------------------------- | ---------- | --------------------------------------------------------------- | ----------------------------------------------------------------------------------------------- |
| Saxo Grammaticus (1150 körül – 1220 körül)    | dán        | A dánok cselekedetei                                            | nincs                                                                                           |
| Hélinand de Froidmont (1150 körül – 1237?)    | francia    | Világkrónika                                                    | nincs                                                                                           |
| Geoffroy de Villehardouin (1160 körül – 1213) | francia    | Bizánc elfoglalásának története                                 | Geoffroy de Villehardouin: Bizánc megvétele. Budapest, 1985. Európa Könyvkiadó. ISBN 9630734052 |
| Kadłubek Boldog Vince (1161 – 1223)           | lengyel    | Lengyelország fejedelmeinek és királyainak krónikája            | nincs                                                                                           |
| Otto von St. Blasien (? – 1223)               | német      | A Freisingi Ottó püspök 7 könyvében leírt történelem folytatása | nincs                                                                                           |
| Albericus Trium Fontium (? – 1252)            | francia    | Krónika                                                         | Részlet IN: Tatárjárás, 194–195. o.                                                             |
| Párizsi Máté (1195 körül – 1259)              | angol      | Nagyobb Krónika                                                 | Részlet IN: + Sz. Jónás, részlet + Kulcsár, 16–17, 210–213. o.                                  |
| Martinus Polonus (1215 körül – 1278)          | lengyel    | A császárok és pápák krónikája                                  | nincs                                                                                           |
| Jean de Joinville (1224 – 1317)               | francia    | Krónika                                                         | Részlet IN: Krónikások II., 198–212. o. + Kulcsár, 70-71; 182–186. o.                           |
| Bar Hebraeus (1226 – 1286)                    | szír       | Chronicon                                                       | nincs                                                                                           |
| Kézai Simon (műk. 1280 körül)                 | magyar     | A magyarok viselt dolgai                                        | Kézai Simon mester Magyar Krónikája MEK                                                         |
| Guillaume de Nangis (? – 1302)                | francia    | A francia királyok krónikája                                    | nincs                                                                                           |

### XIV. század
| Név                                 | Nemzetiség | Műve                                    | Magyar fordítás |
| ----------------------------------- | ---------- | --------------------------------------- | --- |
| Ptolomeo da Lucca (1236 – 1327)     | olasz      | Évkönyvek, Egyháztörténelem             | nincs |
| Dino Compagni (1255 körül – 1324)   | olasz      | Krónika                                 | Dino Compagni krónikája korának eseményeiről. Ford., a bevezetőt és a jegyzeteket írta Kiss András. Kriterion Kiadó, Bukarest. 1989. ISBN 963 07 4667 0 |
| Nicholas Trivet (1257 – 1334)       | angol      | Évkönyvek                               | nincs |
| Bernard Guidoni (1261 – 1331)       | olasz      | Krónikák gyűjteménye                    | nincs |
| Ranulf Higden (1280 körül – 1364)   | angol      | Polychronicon                           | nincs |
| Kálti Márk (műk. 1360 körül)        | magyar     | Képes krónika                           | Geréb László. Képes Krónika. Magyar Hírlap és Maecenas (1993). ISBN 963 8164 07 7 – fordítás mek.oszk.hu-n                                              |
| Herfordi Henrik (1300 körül – 1370) | német      | Az emlékezetre méltóbb dolgok krónikája | nincs |
| Küküllei János (1320 körül – 1394)  | magyar     | Lajos király krónikája                  | |
| Villaniak (14. század)              | olaszok    | A három Villani krónikája               | A három Villani krónikája. Attraktor Kiadó. Gödöllő-Máriabesnyő, 2011. ISBN 9789639857445                                                               |
| Jean Froissart (1337 – 1404)        | francia    | Krónika                                 | Froissart krónikája (válogatás), Gondolat Könyvkiadó, Budapest, 1971, 406 p.                                                                            |
| Dietrich von Nieheim (1345 – 1418)  | német      | Az egyházi egység ligete                | nincs |

### XV. század
| Név                                           | Nemzetiség | Műve                                                                | Magyar fordítás |
| --------------------------------------------- | ---------- | ------------------------------------------------------------------- | --- |
| Person Gobelinus (1358 – 1421)                | német      | Cosmidromius, azaz Egyházi és világi egyetemes krónika              | nincs |
| Thomas Walsingham (? – 1422)                  | angol      | Normandia krónikája                                                 | Részlet IN: Krónikások II. 61 |
| Leonardo Bruni (1370 körül – 1444)            | olasz      | A firenzei nép története; Dante élete                               | Lionardo Bruni Dante életrajza, Giovanni Villani firenzei krónikájának Dante rubrikája és a Boccaccio féle Vita intera néhány fejezete. Ford., bev., jegyz. Kaposy József. (Sajtó alá rend. Király György. [Ill.] Kozma Lajos).. - Gyomán : Kner, 1921.) |
| Biondo Flavius (1392 – 1463)                  | olasz      | A rómaiak birodalmának lehanyatlásától számított történelem tizedei | Flavius Blondus: Az újraálmodott Róma (Roma Instaurata), Pytheas, ISBN 963 7483 67 5 2 |
| Jan Długosz (1415 – 1480)                     | lengyel    | A lengyel királyság évkönyvei                                       | Részlet IN: A szomszéd népek irodalma, Tankönyvkiadó, Budapest, 1962, 158–161. o. |
| Laonikosz Khalkokondülész (1423 – 1490 körül) | bizánci    | A történetek bizonyságai                                            | Részletek IN: BIK, 255–256; 801–808; 815–818. o. |
| Pietro Ranzano (1428 – 1492)                  | olasz      | A magyarok történetének rövid foglalata                             | Petrus Ransanus: A magyarok történetének rövid foglalata (Európa, 1985, ISBN 963-07-3599-7) |
| Antonio Bonfini (1434 – 1502)                 | olasz      | A magyar történelem tizedei                                         | Antonio Bonfini: A magyar történelem tizedei. Fordította Kulcsár Péter. Balassi Kiadó, Bp., 1995. Online verzió |
| Thuróczi János (1435? – 1489)                 | magyar     | Thuróczi-krónika                                                    | A magyarok krónikája, Helikon Könyvkiadó, Budapest, 1986, ISBN 9632077032 |

## Válogatások középkori történetíróktól
- BIK = (szerk.) D. Hadzisz – Kapitánffy I.: A bizánci irodalom kistükre, Európa Könyvkiadó, Budapest, 1974, ISBN 963-07-0345-9, 843 p
- Bizánci források az árpád-kori magyar történelemhez - Kiegészítés Moravcsik Gyula: Az árpád-kori történet bizánci forrásai című forrásgyűjteményéhez. Szerk.: Olajos Terézia. Lectum Kiadó, 2015. ISBN 9789639640528
- Kristó = (szerk.) Kristó Gyula: A honfoglalás korának írott forrásai, Szegedi Középkorász Műhely, Szeged, 1995, ISBN 963-04-5166-2, 429 p
- Kristó 2 = (szerk.) Kristó Gyula: Az államalapítás korának írott forrásai, Szegedi Középkorász Műhely, Szeged, 1999, ISBN 963-482-393-9 , 470 p
- Krónikások = Krónikások – krónikák I-II. (I.: Róma utódai, V-X. század, II.: Az új évezredben, XI-XIII. század), Gondolat Kiadó, Budapest, 1960, 397 p
- Kulcsár = Kulcsár Zsuzsanna: A középkori élet, Gondolat Könyvkiadó, Budapest, 1964, 276 p
- Makk = Makk Ferenc – Thoroczkay Gábor (szerk.): Írott források az 1050-1116 közötti magyar történelemről (Szegedi Középkortörténeti Könyvtár 22.), Szeged, 2006.
- Moravcsik Gyula: A magyar történet bizánci forrásai. Szerk.: Hóman Bálint. Magyar Történelmi Társulat (Budapest) , 1934.
- Moravcsik Gyula: Az árpád-kori magyar történet bizánci forrásai. Akadémiai Kiadó, 1988. ISBN 9630549670
- OIK = (szerk.)  Katona Erzsébet – Iglói Endre: Az orosz irodalom kistükre – Ilariontól Ragyiscsevig XI-XVIII. sz., Európa Könyvkiadó, Budapest, 1981, ISBN 963-07-2134-1, 793 p
- Róma utódai = Róma utódai – Szemelvények középkori krónikákból (Olcsó Könyvtár sorozat), Szépirodalmi Könyvkiadó, Budapest, 1986, ISBN 963 15 3249 6, 200 p
- Sz. Jónás = Sz. Jónás Ilona: Középkori egyetemes történeti szöveggyűjtemény, Osiris Kiadó, Budapest, 1999, ISBN 963-379-549-4, 579 p
- Tatárjárás = A tatárjárás emlékezete, Magyar Helikon Kiadó, Budapest, 1981, ISBN 963-207-601-X, 356 p